# Lala Karmela
Karmela Mudayatri Herradura Kartodirdjo, née le 2 avril 1985 à Jakarta, est une chanteuse indonésienne.

## Biographie
Née Karmela Mudayatri Herradura Kartodirdjo le 2 avril 1985, elle est simplement connue sous le nom de Lala. Elle est à moitié Philippins et demi-Javanais. Ses parents sont Eko Kartodirdjo (père javanais) et Rose Marie Herradura (mère philippine). Elle est devenue l'une des artistes d'enregistrement de Warner Philippines en 2007. Sa carrière d'actrice a commencé en 2002 lorsqu'elle a joué dans des "sinetrons", un terme indonésien pour teleserye. En 2004, elle devient la chanteuse principale d'Inersia et ensemble ils sortent un album intitulé Bersama ("Ensemble"). Malgré sa popularité croissante en Indonésie, Lala a récemment déménagé aux Philippines dans l'espoir de tenter sa chance dans sa deuxième patrie.